# Iranische Botschaft (Bonn)

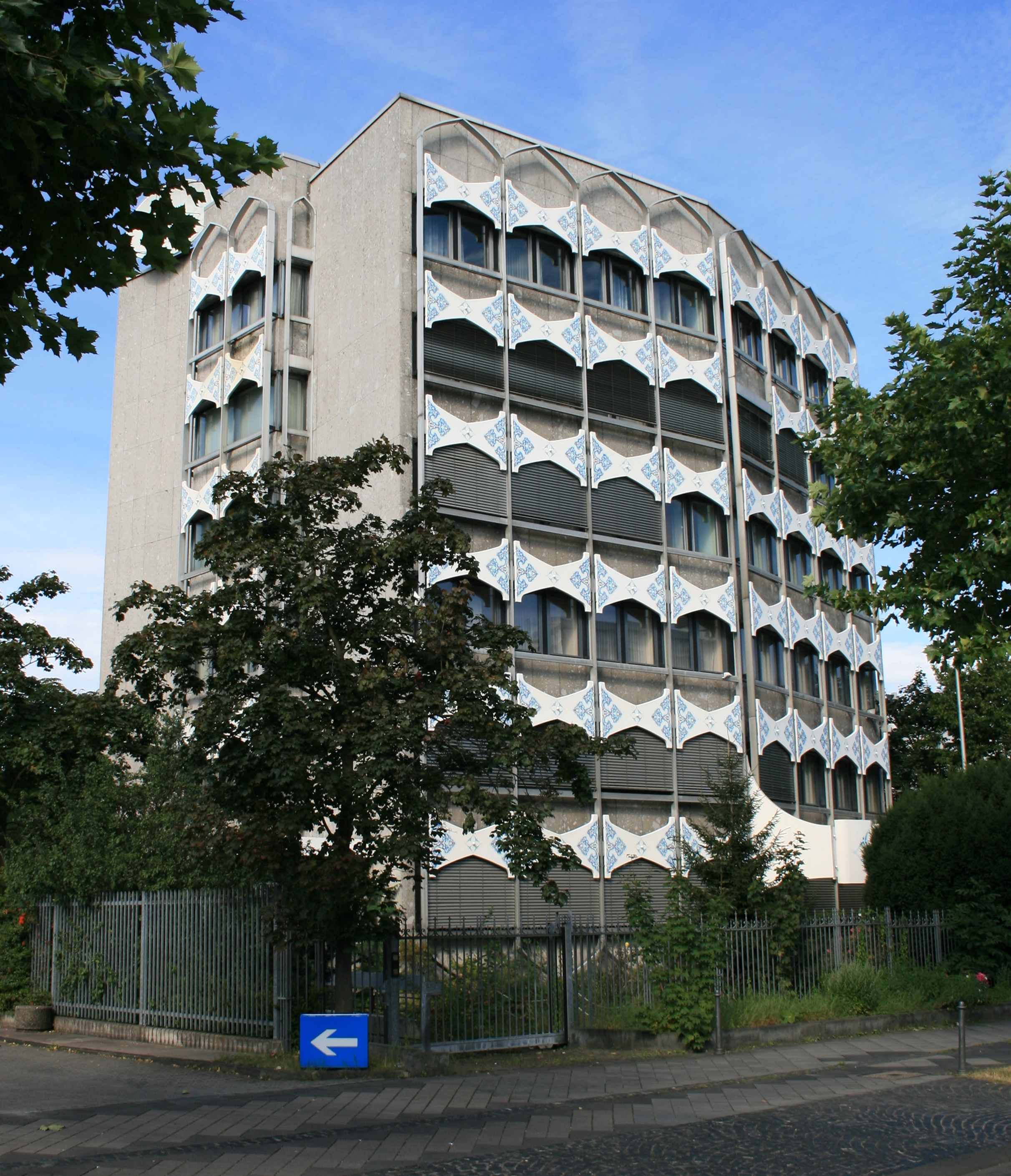
Ehemaliges Kanzleigebäude der iranischen Botschaft, Godesberger Allee 133–137 (2008)

Die Botschaft der Islamischen Republik Iran in der Bundesrepublik Deutschland (bis 1979 Kaiserlich Iranische Botschaft) hatte von 1973/74 bis 2000 ihren Sitz im Bonner Stadtbezirk Bad Godesberg. Das ehemalige Kanzleigebäude der Botschaft, errichtet 1975, liegt im Ortsteil Friesdorf an der Westseite der Godesberger Allee (Bundesstraße 9) mit der Adresse Godesberger Allee 133–137. Es befindet sich weiterhin im Besitz des Iran.

## Geschichte

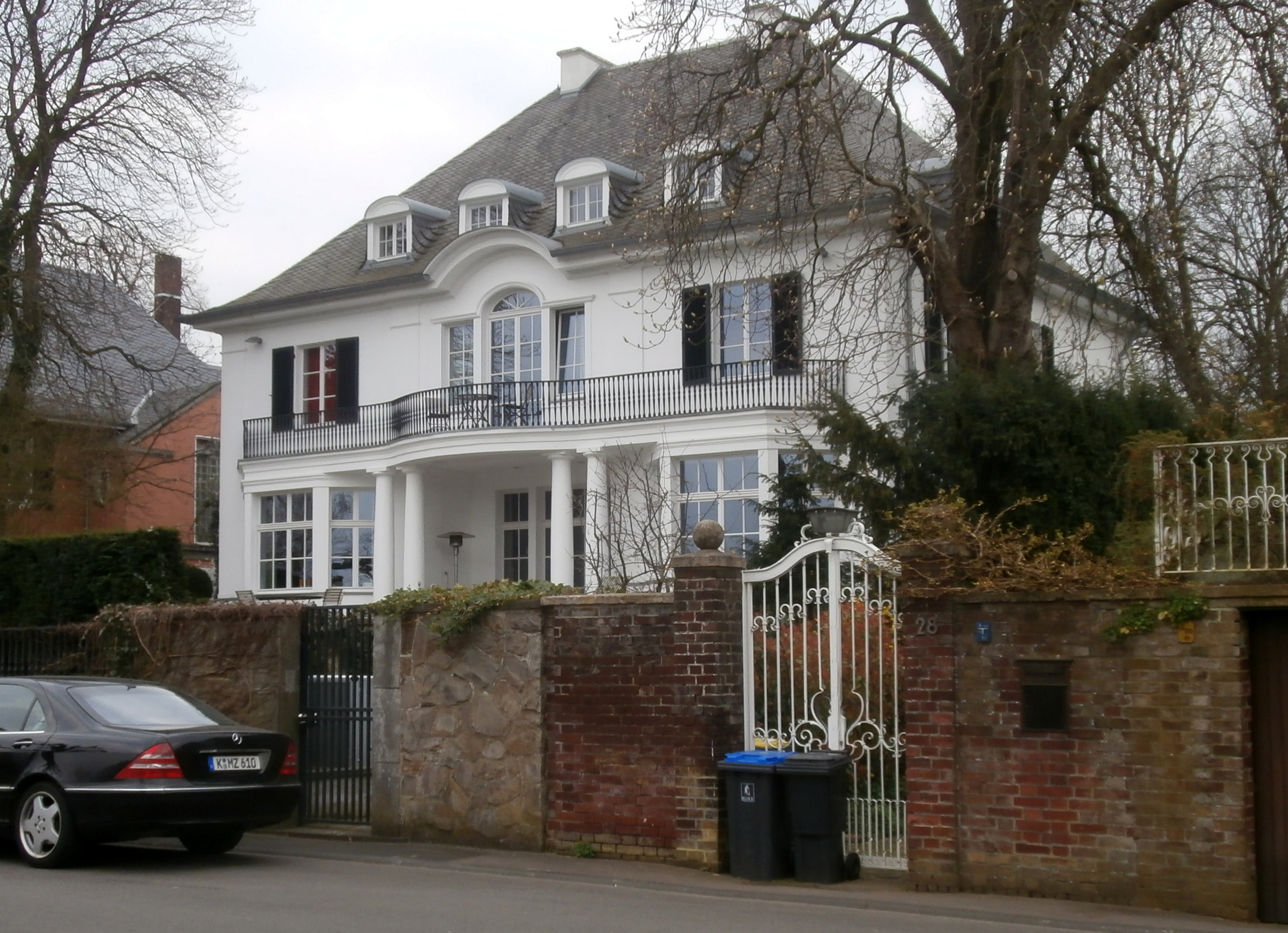
Villa Uferstraße 29 im Kölner Stadtteil Rodenkirchen, ursprüngliche Residenz des Gesandten und Botschafters (2014)

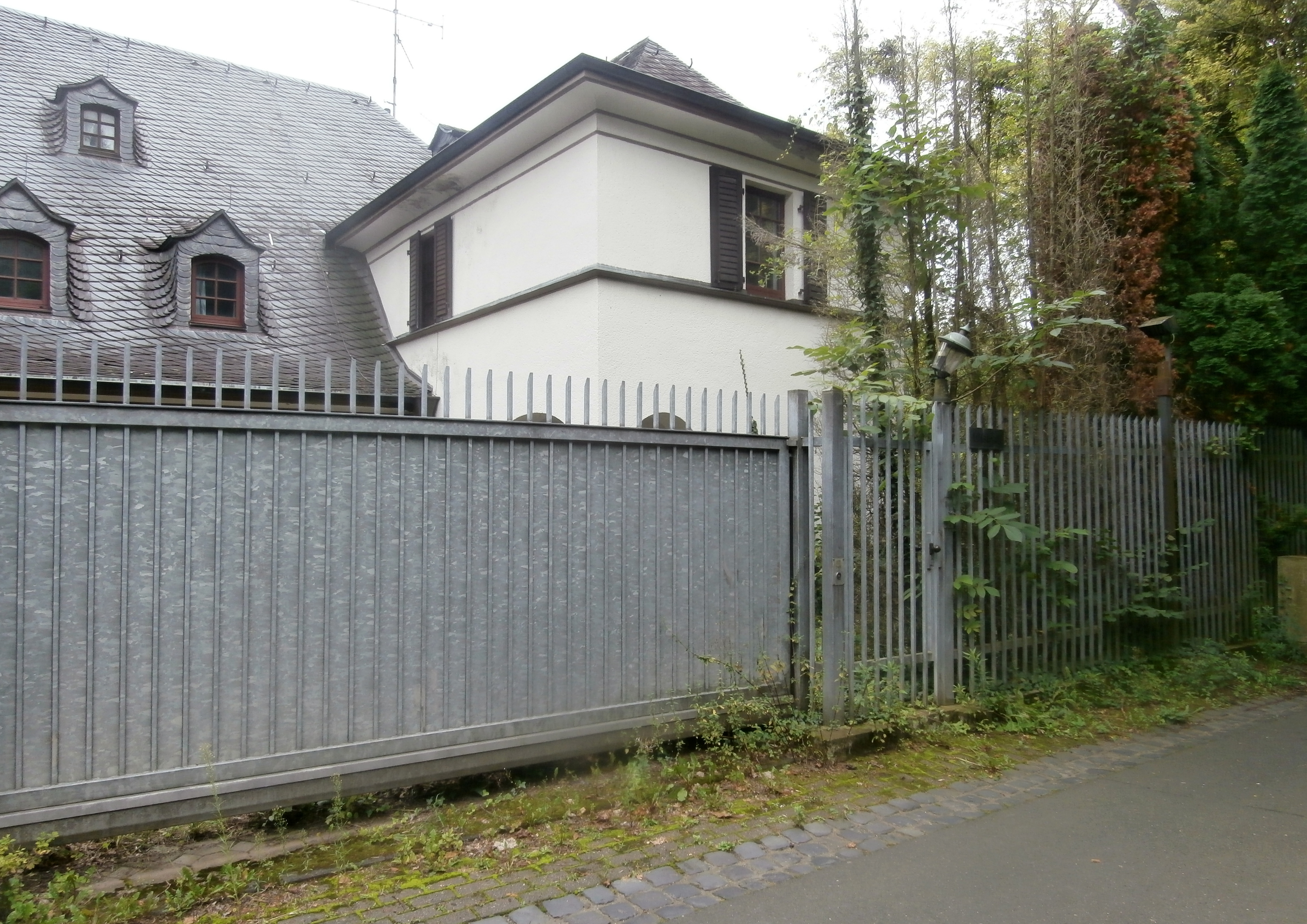
Ehemalige Residenz des Botschafters im Bonner Stadtteil Muffendorf, Elfstraße 40 (2014)

Nach der Aufnahme diplomatischer Beziehungen zur Bundesrepublik Deutschland 1952 eröffnete der Iran eine Gesandtschaft am Regierungssitz Bonn. Die Kanzlei der Gesandtschaft befand sich zunächst im Kölner Stadtteil Rodenkirchen in der Villa Uferstraße 29. Sie wurde bereits bis Juli 1953 innerhalb von Rodenkirchen an die Hebbelstraße 6 (heute Ringelnatzstraße) verlegt, während die Residenz – Wohnsitz des Gesandten – am bisherigen Standort verblieb. Im Juni 1955 wurde die Gesandtschaft in eine Botschaft umgewandelt. Die Kanzlei der Kaiserlich Iranischen Botschaft und die Residenz des Botschafters wurden 1958 in die Villa Parkstraße 5 im Kölner Stadtteil Marienburg verlegt, wo auch eine Konsularabteilung bestand. Die Militärabteilung der Botschaft als Büro des Militärattachés befand sich zunächst im Stadtteil Neustadt-Nord (Kaiser-Wilhelm-Ring 15), zog dann innerhalb des Stadtteils in das Concordia-Haus (Hohenzollernring 2–10) um und war schließlich im Stadtteil Bayenthal (Bonner Straße 180) ansässig, wo auch ab Mitte 1964 der iranische Nachrichtendienst SAVAK sein Zentralbüro für Europa unterhielt. 1973/74 zog die Kaiserlich Iranische Botschaft einschließlich Konsularabteilung nach Bonn an den räumlichen Schwerpunkt der diplomatischen Vertretungen im Stadtbezirk Bad Godesberg um, wo die Kanzlei zunächst in einem angemieteten Bürogebäude (Hochkreuzallee 1) eingerichtet wurde. 1975 erwarb der Iran ebenfalls in Bad Godesberg ein im selben Jahr nach Plänen des ortsansässigen Architekten Dirk Denninger errichtetes Bürogebäude (Kölner Straße 133–137, seit 1978 Godesberger Allee) für fünf Millionen DM von der Zahnärztekammer Westfalen-Lippe und baute es zum Botschaftsgebäude um, wobei das vorgeblendete Metallgestänge durch leuchtend-orientalisch bemalte Fensterumrahmungen ersetzt wurde. Die Residenz des Botschafters verblieb bis mindestens 1978 in Köln-Marienburg, anschließend wurde sie nach Bad Godesberg in ein Anwesen im Stadtteil Muffendorf (Elfstraße 40) mit einem 10.500 m² großen Grundstück verlegt.
Nach der Islamischen Revolution (1979) stürmten am 3. August 1981 105 Iraner das Botschaftsgebäude und hielten es vorübergehend besetzt, um gegen das neue Regime zu protestieren. Eine erneute Besetzung des Botschaftsgebäudes erfolgte am 5. April 1992 durch 30 bis 40 Angehörige der Volksmudschahedin in Folge des Bekanntwerdens iranischer Luftangriffe auf Oppositionsstützpunkte im Irak; dabei wurden mindestens fünf Personen verletzt und Teile der Inneneinrichtung zerstört. Die Botschaft in Bonn war zu dieser Zeit mit etwa 90 Mitarbeitern eine der größten diplomatischen Vertretungen des Iran. Sie galt als Europa-Zentrale des iranischen Nachrichtendienstes mit Residenturen dreier einzelner Dienste, die nach Angaben des Bundesamts für Verfassungsschutz allein mit 20 Mitarbeitern des MOIS (auch VEVAK) in der speziell gesicherten dritten Etage des Gebäudes mit sechs Büros und einem Funkraum besetzt und deren Aufgabe die Beobachtung und Ausforschung der iranischen Opposition gewesen sein soll. Aus der Bonner Residentur des MOIS soll demnach unter anderem das Mykonos-Attentat in Berlin (1992) gesteuert worden sein. Die Kulturabteilung der Botschaft war zuletzt außerhalb des Kanzleigebäudes im Ortsteil Brüser Berg (Borsigallee 4) beheimatet.
Im Zuge der Verlegung des Regierungssitzes nach Berlin (1999) zog die iranische Botschaft 2000 dorthin um (→ Iranische Botschaft in Berlin). Sowohl das ehemalige Kanzleigebäude als auch die ehemalige Residenz des Botschafters im Stadtteil Muffendorf stehen seitdem leer. Der Iran bot beide Immobilien über wechselnde Makler zum Verkauf an, zuletzt auf dem Wege einer Verkaufsanzeige im August 2013, wobei angeblich die hohen Preisvorstellungen zumindest für das ehemalige Kanzleigebäude einem erfolgreichen Abschluss von Verhandlungen im Wege standen. Es wurde bis zuletzt nicht ausreichend instand gehalten, sodass sich sein baulicher Zustand zunehmend verschlechterte. Bei Wahlen im Iran dient die Immobilie als Wahllokal für in Deutschland lebende Iraner. Am 8. März 2018 wurde das Gebäude von Aktivisten, die die iranische Frauenbewegung unterstützen, besetzt. Nachdem der Iran Strafanzeige gegen die Hausbesetzer gestellt hatte, räumte die Polizei am 15. März das Gebäude.

### Adressen einzelner Abteilungen
| Abteilung                                 | Adresse, Ort(steil)               | Erster Nachweis | Letzter Nachweis |
| ----------------------------------------- | --------------------------------- | --------------- | ---------------- |
| Büro des Militärattachés                  | Parkstraße 5, Köln-Marienburg     | 1962            | 1962             |
| Büro des Kulturrats/Studentenbetreuung    | Ebertplatz 9, Köln-Neustadt-Nord  | 1962            | 1964             |
| Büro des Presseattachés/Presseabteilung   | Parkstraße 5, Köln-Marienburg     | 1962            | 1974             |
| Büro des Militärattachés/Militärabteilung | Bonner Straße 180, Köln-Bayenthal | 1964            | 1974             |
| Abteilung für Studentenbetreuung          | Hansaring 95, Köln                | 1966            | 1966             |
| Militärabteilung                          | Reuterstraße 187, Bonn-Südstadt   | 1975            | 1976             |